# Munții Brețcului
Munții Brețcului  sunt o grupă muntoasă a Carpaților de Curbură, aparținând de lanțul muntos al Carpaților Orientali. Cel mai înalt pisc este Vârful Zârna, având 1.603 m. 

## Istoric
Breucii (în greacă Βρεῦκοι) au fost membrii unui mic trib de iliri care au migrat în vecinătatea actualului Brčko din Bosnia și Herțegovina. După cucerirea romană în secolul I î.Hr., mulți breuci au migrat și s-au stabilit în Dacia, unde o localitate numit Bereck sau Brețcu, un râu (râul Brețcu) și un munte (Munții Brețcului) din România de astăzi au fost numite după ei.